# IMBEL MD-2
IMBEL MD-1 — автомат, разработанный бразильской компанией IMBEL (Industria de Materiel Belico do Brasil) в 1983 году на основе IMBEL LAR (лицензионного варианта FN FAL) и принятый в 1985 году на вооружение Бразилии под обозначением IMBEL MD-2.
IMBEL MD-2 использует автоматику с газовым двигателем. Ствольная коробка стальная. Коробка ударно-спускового механизма соединена единым блоком с пистолетной рукояткой и шарнирно крепится к ствольной коробке.
Газовый двигатель оснащён газовым регулятором. Винтовка имеет дульный пламегаситель-компенсатор. Металлический скелетный приклад и ручка для переноски — складные. Возможно использование винтовочных гранат, сошек и штык-ножа. Режимы стрельбы — одиночные и непрерывная очередь.

## Варианты
- MD-3 — вариант с постоянным пластиковым прикладом.
- MD-2А1 и MD-3А1 — самозарядные версии для полицейского и гражданского рынков.